# Бадекенштет
Бадекенштет (њем. Baddeckenstedt) општина је у њемачкој савезној држави Доња Саксонија. Једно је од 37 општинских средишта округа Волфенбител. Према процјени из 2010. у општини је живјело 2.979 становника. Посједује регионалну шифру (AGS) 3158002.

## Географски и демографски подаци
Бадекенштет се налази у савезној држави Доња Саксонија у округу Волфенбител. Општина се налази на надморској висини од 110 метара. Површина општине износи 20,5 km². У самом мјесту је, према процјени из 2010. године, живјело 2.979 становника. Просјечна густина становништва износи 146 становника/km².

## Међународна сарадња
| Мјесто | Држава | Врста сарадње | Од    |
| ------ | ------ | ------------- | ----- |
| Гиве   | Данска | партнерство   | 1984. |
| Извор  |        |               |       |